# Bart Gets an Elephant
"Bart Gets an Elephant" är avsnitt 17 från säsong fem av Simpsons. Avsnittet sändes på Fox den 31 mars 1994. I avsnittet vinner Bart en radiotävling och priset, en elefant, som han döper till Stampy. Omkostnaderna för elefanten är höga och familjen har inte råd att ha den kvar. Då Homer bestämmer sig för att sälja Stampy till en elfenbenshandlare rymmer Bart med Stampy, men de hittar honom. Homer hamnar då i sugande tjära, men Stampy räddar honom. Homer bestämmer sig då för att skänka bort Stampy till ett reservat. Avsnittet har vunnit en Environmental Media Award och en Genesis Award.
Avsnittet skrevs av John Swartzwelder och regisserades av Jim Reardon. Avsnittet fick en Nielsen rating på 10,7 och var det mest sedda programmet på Fox under sändningsveckan.

## Handling
Marge tvingar hela familjen att städa hela huset. Under tiden ringer radiokanalen KBBL till Bart som en del av en tävling. Bart vinner högsta priset, 10 000 dollar eller en elefant. Han väljer elefanten, vilket förvånar programledarna Bill och Marty, som trodde att ingen någonsin skulle välja en elefant, och därför har de ingen elefant att ge bort. De erbjuder istället Bart pengarna och en rad andra priser; dock ger han sig inte, han vill bara ha elefanten. Hela staden går emot Bill och Marty som vägrar ge Bart sin elefant och deras chef hotar till slut med uppsägning om de inte ger honom elefanten, vilket de gör.
Bart döper elefanten till Stampy och Homer binder honom vid ett träd på bakgården. Lisa berättar att det är grymt att behandla en elefant som ett husdjur, och det visar sig snart att elefanten är dyr i drift. I ett försök att kompensera för de höjda priserna börjar Bart och Homer ta betalt av stadens invånare för att klappa och rida honom, men de misslyckas med att tjäna tillräckligt med pengar för att täcka elefantens kostnader. Homer och Marge inser att deras hus inte passar för en elefant, Stampy är alldeles för dyr för att vara husdjur, och de tvingas sälja elefanten. Familjen får först besök av en representant för ett viltreservat. Men Homer vill inte acceptera det då de inte vill ge honom pengar.
Homer träffar då Mr Blackheart som erbjuder sig att köpa Stampy mot en hög summa pengar. Lisa är emot idén, särskilt eftersom Mr Blackheart öppet erkänner att han säljer elfenben. Några timmar innan Blackheart ska hämta Stampy rymmer han med Bart och på deras promenad ödelägger Stampy hela Springfield. Familjen börjar söka efter Bart och Stampy och hittar dem i Springfield Tar Pits. Homer säger att han fortfarande vill sälja Stampy till Blackhart för pengarna. Bart och Lisa är inte glada och frågar Homer om han skulle vill säljas till ett elfenbensförsäljare själv och få sina egna tänder gjorda till pianotangenter, något som Homer gärna skulle vilja. Plötsligt visar det sig att Homer hamnat i sugande tjära och inte kommer upp. Bart ber då Stampy rädda honom, vilket han gör. Homer tackar Stampy för det han gjorde och de donerar honom till reservatet.

## Produktion
Avsnittet skrevs av John Swartzwelder och regisserades av Jim Reardon. Matt Groening anser att detta är ett "genuint" avsnitt av Swartzwelder, och show runner David Mirkin har sagt att det var ett "fantastiskt jobb av en av de mest produktiva författarna av showen". Det var viktigt för Mirkin att se till att elefanten inte skulle vara som familjen och bete sig oförskämt, till skillnad från andra djur i serien. Till exempel: istället för att sätta familjen på ryggen, skulle Stampy stoppa dem i munnen. Stampy har i serien medverkat några gånger till.

## Kulturella referenser
Springfield Tar Pits är inspirerad av La Brea Tar Pits i Hancock Park utanför Los Angeles, Kalifornien. När Stampy rymmer, passerar han Republican National Convention, där människor jublar, och passerar sen Democratic National Convention, där folket buar. Detta är en referens till det faktum att en elefant är en symbol för Republikanska partiet. Homer använder Mr. Cleanser, som är en parodi av rengöringsmedlet Mr. Clean för att städa källaren. Innan Bill och Marty ringer äter Bart chokladen från Neapolitan ice cream. När Bart rengör vardagsrummet, torkar han oavsiktligt bort färgen av en American Gothic-målning som hänger på väggen. Under färgen kan man läsa ett budskap som undertecknats av målaren, Grant Wood, texten "Om du kan läsa detta, har du skrubbat för hårt".
Scenen där Stampys öga ses genom ett fönster från familjens hus liknar en scen med en Tyrannosaurus rex i filmen Jurassic Park. Medan familjen städar huset, sätter Marge på radion där låten "Sixteen Tons" av Merle Travis spelas. Scenen där Homer kraschar sin bil in i en rådjursstaty i Springfield Tar Pits parodierar replikerna till
Sound of Music sången "Do-Re-Mi", först ropar Homer, "D'oh!" därefter "A deer!" och Marge: "A female deer!" När Homer läser en gammal TV Guide visas synopsis från ett avsnitt av Gomer Pyle, USMC där "Gomer upprör Sgt. Carter". När Stampy härjar runt i Springfield sugs Patty och Selma upp av en tornado och flyger genom luften i gungstolar. Detta liknar en scen i filmen Trollkarlen från Oz.

## Mottagande
I sin första sändningsvecka fick serien en Nielsen rating 10,7 och hamnade på plats 42:a plats över mest sedda under veckan. Serien var dock det mest sedda på FOX i hela veckan och sågs av 10 miljoner hushåll. Avsnittet har vunnit en Environmental Media Award för "Best Television Episodic Comedy", Avsnittet har också vunnit en Genesis Award för "Best Television Comedy Series". Genesis Award ges ut varje år av Humane Society of the United States som i TV-världen visar de mörkaste delarna av övergrepp på djur och deras exploatering.
Skämtet 'D'oh!' 'A deer!' 'A female deer!' har uppskattats av BBC News ankaret Mark Milne. Colin Jacobsons från DVD Movie Guide favoritreplik är "Marge jag håller med dig i teorin. I teorin fungerar kommunismen också, i teorin". Patrick Bromley från DVD Verdict gav avsnittet betyg "A", och Bill Gibron på DVD Talk har givit den betyg 4 av 5.